# Edwin Lord Weeks

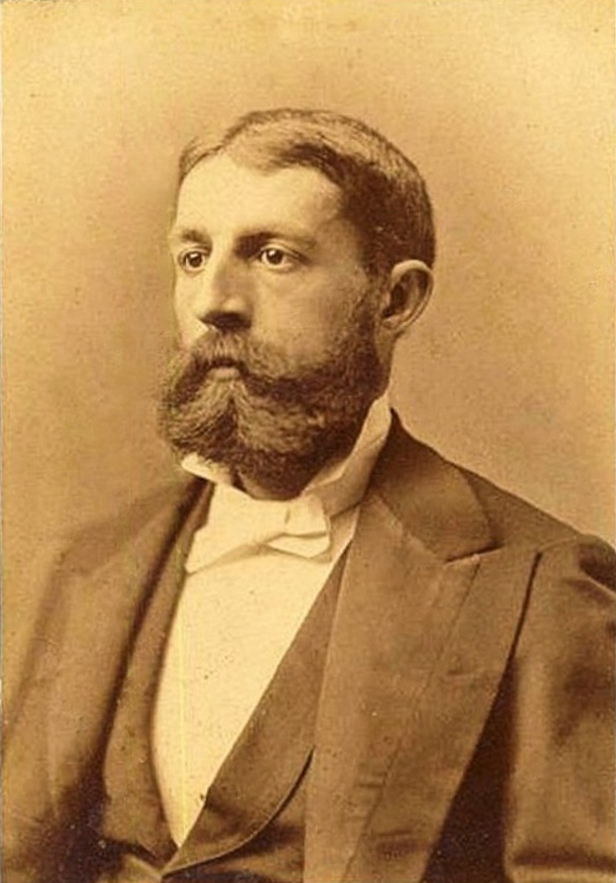
Edwin Lord Weeks (ca. 1874)

Edwin Lord Weeks (* 1849 in Boston; † 1903 in Paris) war – zusammen mit seinem Zeitgenossen Frederick Arthur Bridgman – der bedeutendste US-amerikanische Zeichner und Maler des Orientalismus.

## Biografie
Obwohl Weeks zu seiner Zeit durchaus bekannt war, sind nur wenige Daten und Fakten seines Lebens exakt belegt. Selbst die genaue Datierung seines recht umfangreichen Werks ist lückenhaft. 
Weeks’ Eltern waren Gewürz- und Teehändler in Newton, einer westlich von Boston gelegenen Vorstadt. Schon als Junge zeichnete er gerne – so auf einer Reise zu den Everglades-Sümpfen in Florida. Seine frühesten erhaltenen Zeichnungen stammen aus dem Jahr 1867; sein erstes bekannt gewordenes Bild (Landschaft mit Blaureiher) entstand vier Jahre später.
Im Jahr 1872 wählte er als neuen Wohnsitz Paris, wo er Schüler von Léon Bonnat und Jean-Léon Gérôme wurde. Nach Beendigung seiner Studien kehrte er zunächst in die USA zurück, unternahm jedoch bereits im Jahr 1869 eine Südamerika-Reise. Ein Jahr später folgte eine Reise nach Persien und Ägypten und in den 1870er Jahren hielt er sich mehrfach in Marokko auf. In den Jahren 1882/83 unternahm er eine Reise nach Indien.
Im Jahr 1895 veröffentlichte er ein bebildertes Reisebuch mit dem Titel From the Black Sea through Persia and India und 1897 das Werk Episodes of Mountaineering.
Weeks starb im Jahr 1903.

## Ehrungen
Weeks war Mitglied 
- der Ehrenlegion
- des Michaelsordens
- der Münchner Sezession.

## Bilder

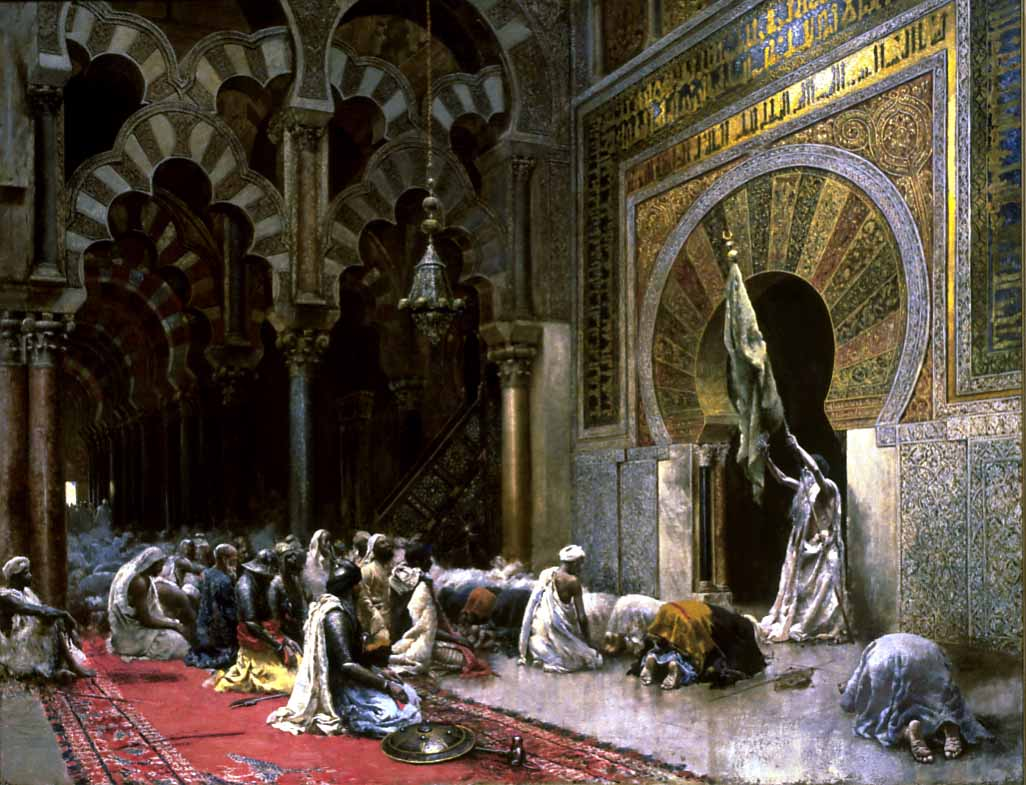
Mihrab der Moschee von Córdoba (ca. 1880)
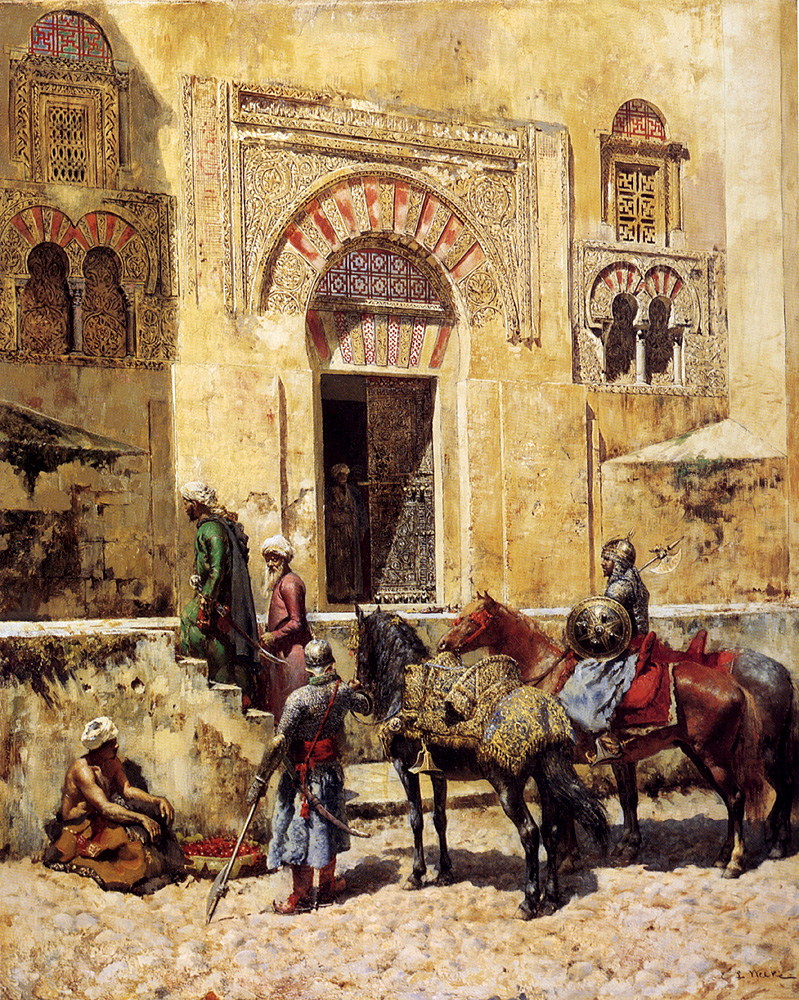
Tor der Moschee von Córdoba (ca. 1885)
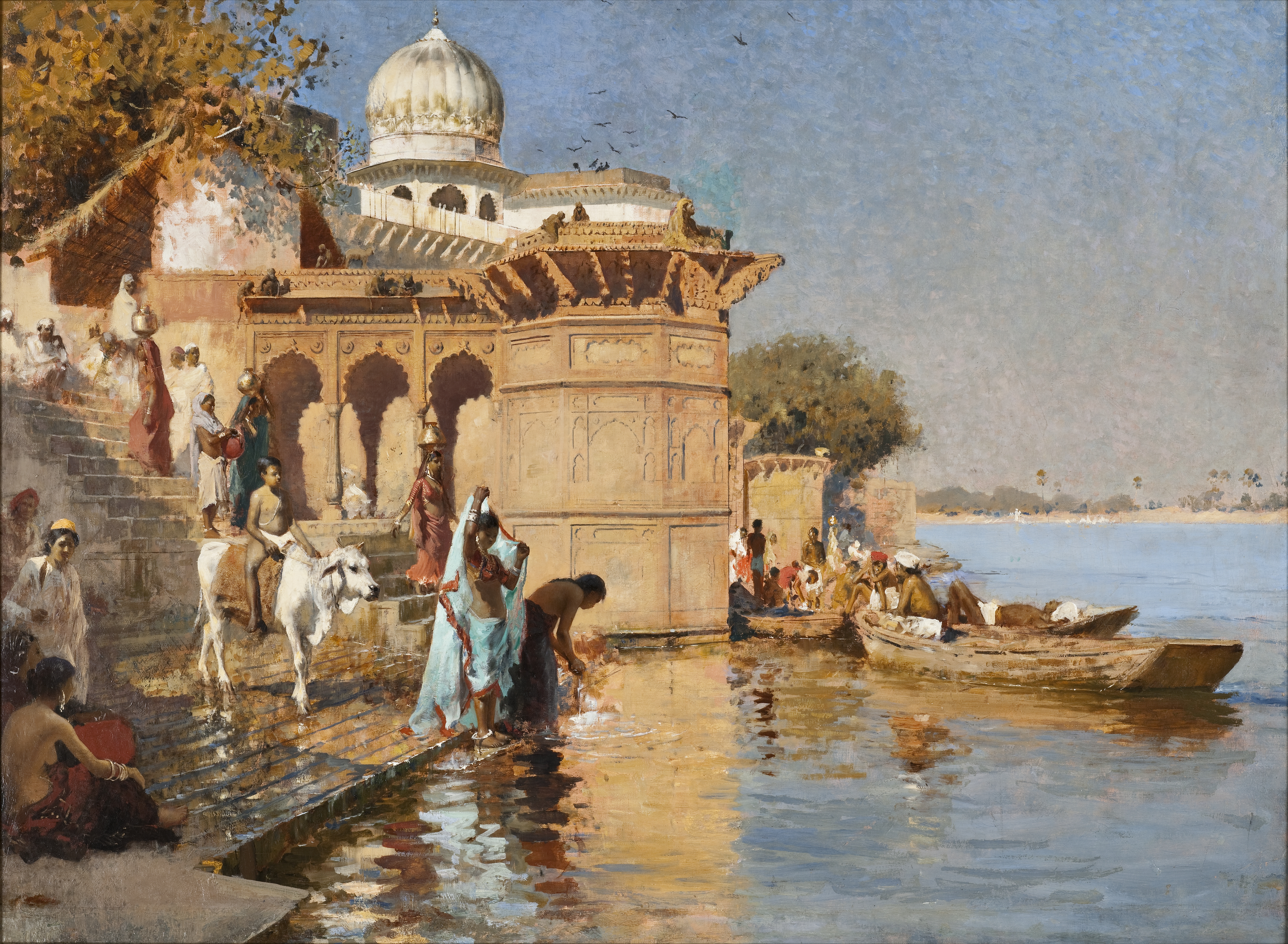
Ghats von Mathura (1882)
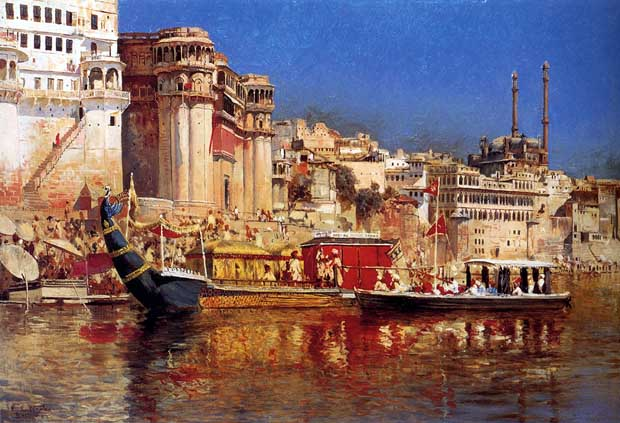
Barke des Maharaja von Benares (1883)
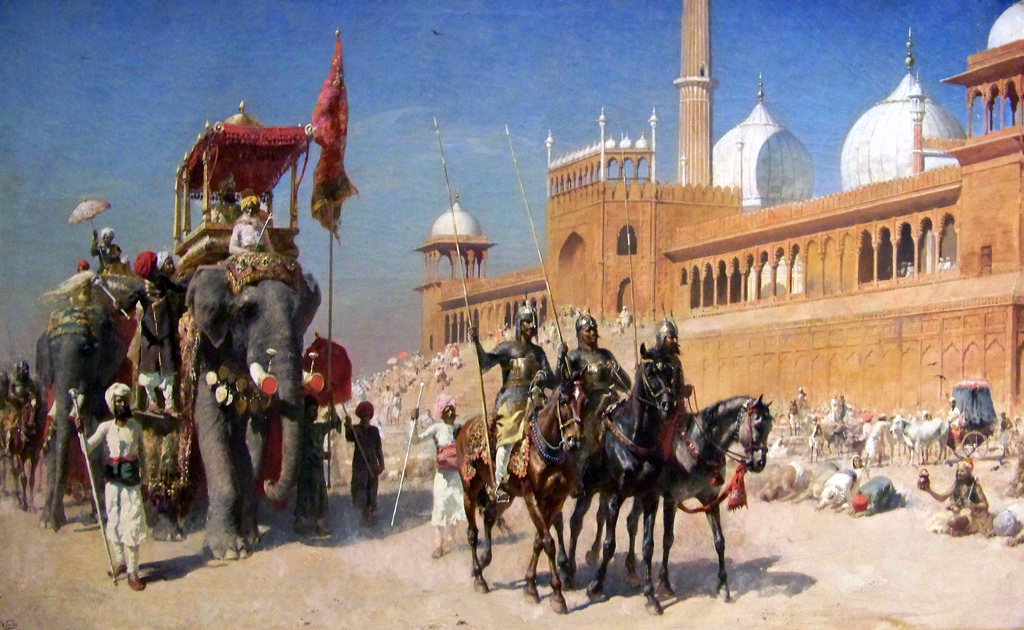
Rückkehr des Großmoguls von einem Moscheebesuch (1886)